# Amerigo Vespucci
Amerigo Vespucci (Firenze, 1454. március 9. – Sevilla, 1512. február 22.) olasz utazó, felfedező és térképész. 1499-ben a spanyol Alonso de Ojeda vezette expedíció navigátoraként részt vett Kolumbusz Kristóf második útján és az 1507-ben megjelent Négy utazás című beszámolójában „Újvilágnak” (Mundus Novus) nevezte a felfedezett új földrészt. 1507-től kezdve Vespucci keresztneve után Amerikának kezdték nevezni az új kontinenst. Martin Waldseemüller német térképrajzoló 1507-ben kiadott világtérképén már külön ábrázolta az Újvilágot, annak déli részére pedig az „America” feliratot nyomtatta. A névadást Vespucci latinizált keresztneve ihlette nőnemű alakban, ugyanis a többi, akkor ismert kontinens neve (Europa, Asia, Africa), szintén nőnemű volt.

## Élete
Nastagio Vespucci negyedik gyermekeként látta meg a napvilágot 1454-ben az itáliai Firenzében, egyes feltételezések szerint egy Firenze közelében fekvő falucskában, Montefioralleban. Az Amerigo keresztnév a latin Emericus olasz változata.
Életéről – felfedezésén kívül – kevés adat áll rendelkezésre. 1490-ben ugyanabba a kereskedőházba lépett be, amelyikben kortársa, Kolumbusz Kristóf is hajózott. 1499-ben a mai Suriname-ba hajózott, s közben egy új országnevet ötlött ki: miközben a part mentén hajóztak, így kiáltott fel Vespucci: Hiszen ez egy kis Velence – Venezuela! Hazatérte után portugál lobogó alatt az Újvilág felé indult. Végül Vespucci saját állítása szerint 1504-ig összesen négy ízben járt Amerikában. Kétszer spanyol, kétszer portugál megbízásból, de Kolumbusz után.

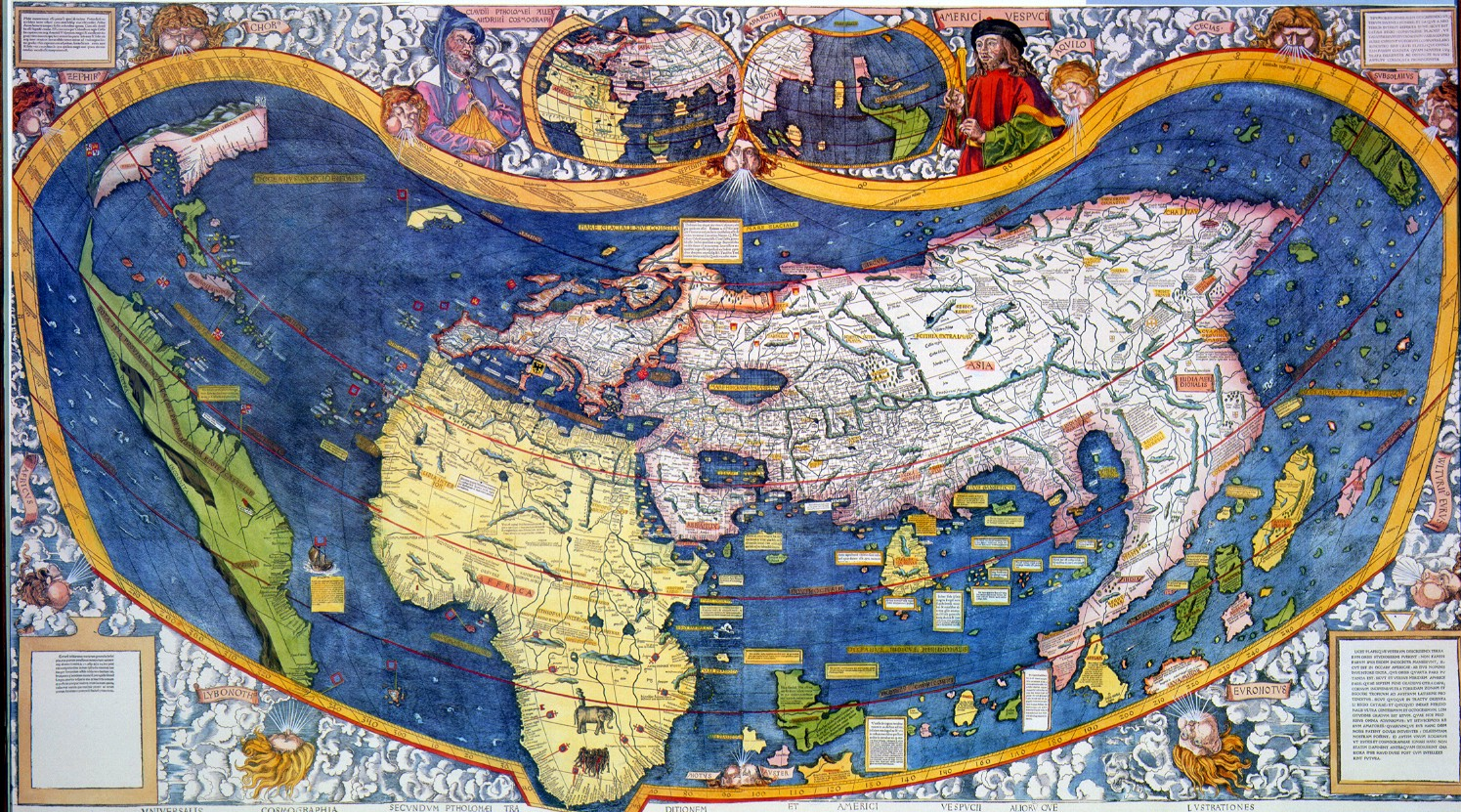
Martin Waldseemüller világtérképén nevezik először Amerikának az új földrészt

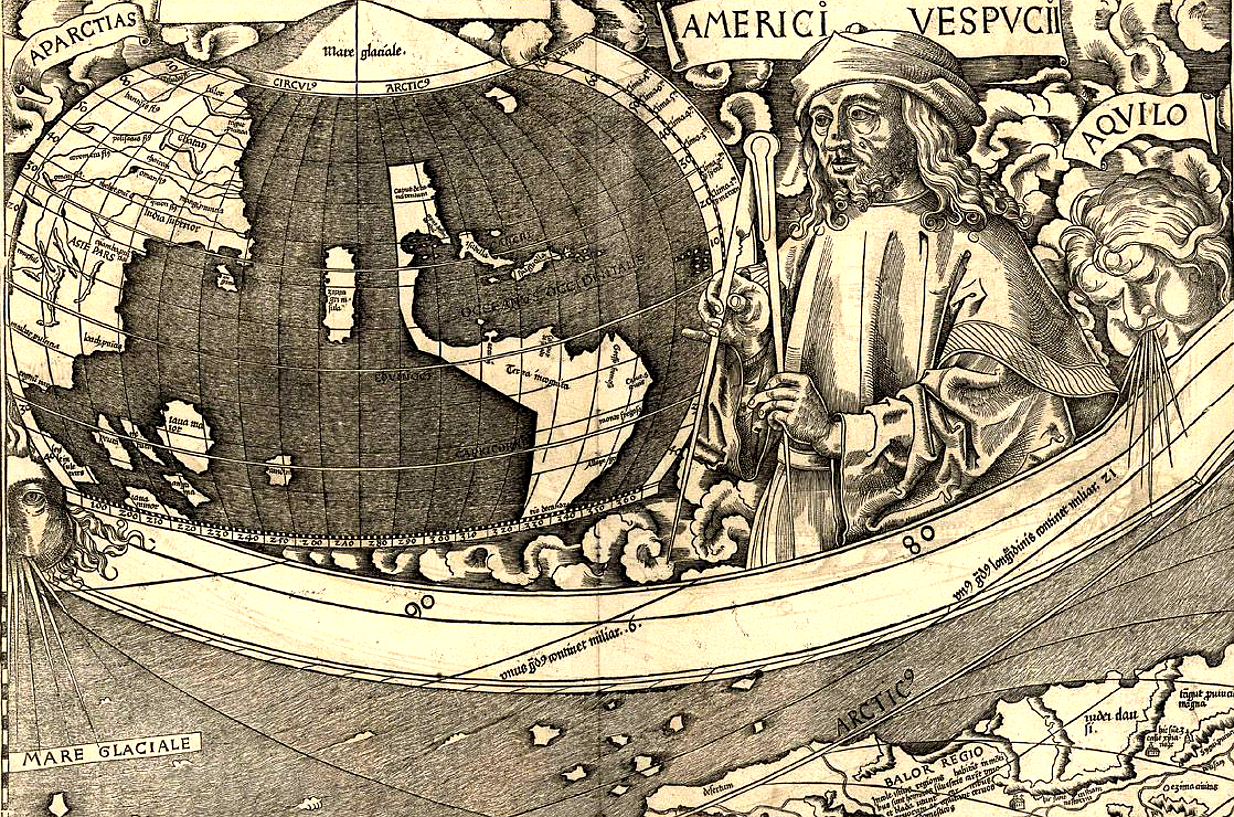
Az „Újvilágot” ábrázoló miniatűr térkép mellett Amerigo Vespucci portréja is illusztrálja a Waldseemüller-térképet

Kolumbusz mindvégig abban a hitben élt, hogy az Indiába vezető nyugati utat találta meg: ebben a tudatban is halt meg 1506-ban. Ugyanakkor 1501–02 köré tehető az az időpont, mikor Vespucci önálló földrésznek nevezi ki új felfedezését, noha akkorra még csak Dél-Amerika északi és keleti partvidékét járta be. Ám a keleti partvidéken tényleg eljutott a déli szélesség 52. fokáig.
A lotaringiai Saint-Dié-des-Vosges városában működő Martin Waldseemüller német kozmográfus 1507-ben kiadott Cosmographiae Introductio című könyve egy világtérképet is tartalmazott. Ezen a világtérképén ő nevezi először Amerikának az új déli földrészt, melyet addig Újvilágként emlegettek. Kolumbusz nevét utóbb egy országnév örökítette meg: a Dél-Amerikában 1810-ben kikiáltott Kolumbia.

## Magyarul megjelent művei
- Az Újvilág hajósai. Kolumbus, Vespucci, Magellán; ford. Lontay László, Salánki József, Tassy Ferenc, bev., jegyz. Tassy Ferenc; Gondolat, Bp., 1968 (Világjárók. Klasszikus útleírások)

## Jegyzetek

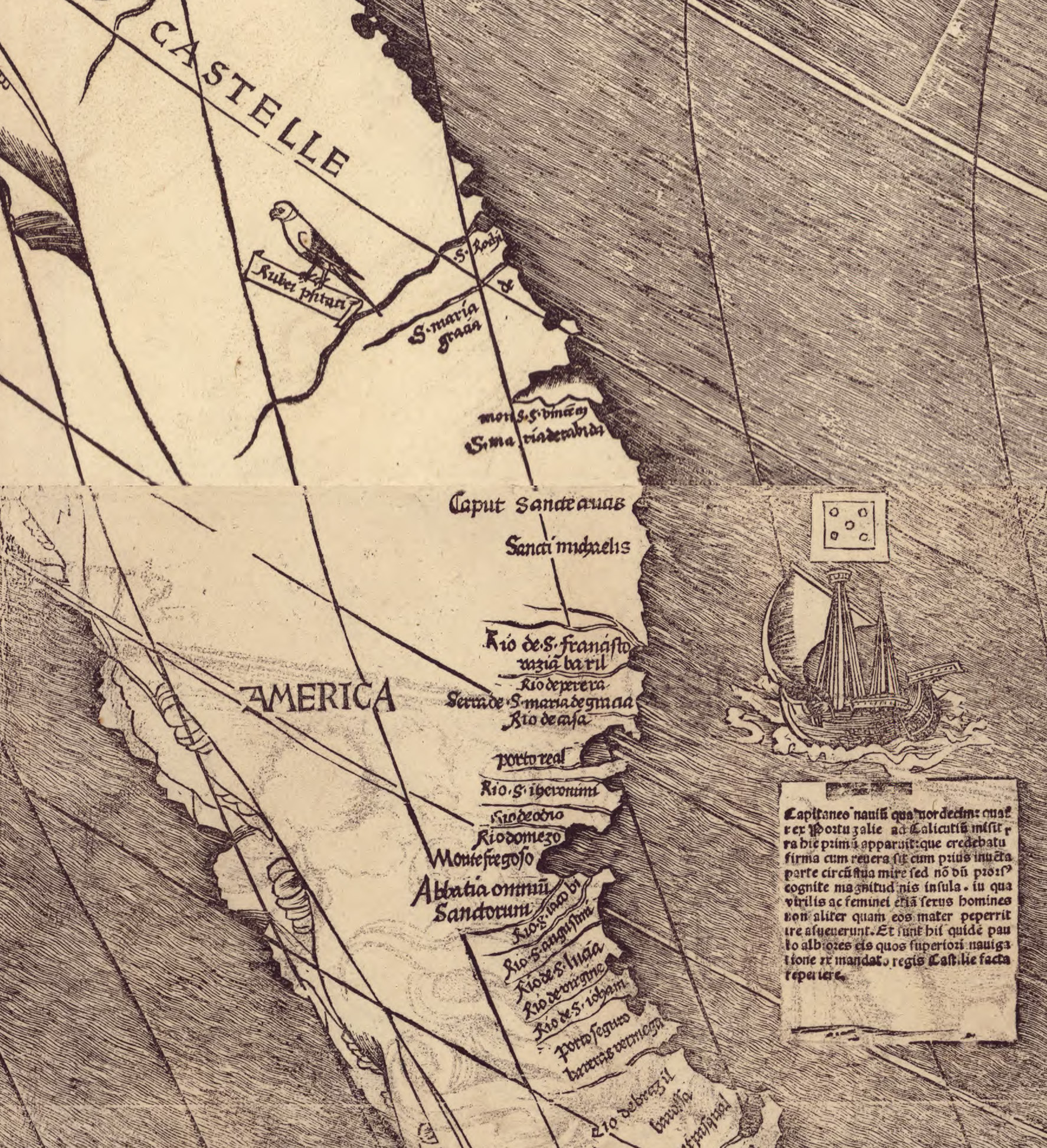
„America” felirat a Waldseemüller-térkép részletén